# Copiphora
Copiphora is een geslacht van rechtvleugeligen uit de familie sabelsprinkhanen (Tettigoniidae). De wetenschappelijke naam van dit geslacht is voor het eerst geldig gepubliceerd in 1831 door Serville.

## Soorten
Het geslacht Copiphora omvat de volgende soorten:
- Copiphora azteca Saussure & Pictet, 1898
- Copiphora brachyptera Karny, 1907
- Copiphora brevicauda Karny, 1907
- Copiphora brevicornis Redtenbacher, 1891
- Copiphora brevipennis Bruner, 1915
- Copiphora brevirostris Stål, 1873
- Copiphora capito Stål, 1874
- Copiphora cephalotes Saussure & Pictet, 1898
- Copiphora cochleata Redtenbacher, 1891
- Copiphora colombiae Hebard, 1927
- Copiphora cornuta De Geer, 1773
- Copiphora coronata Redtenbacher, 1891
- Copiphora cultricornis Pictet, 1888
- Copiphora festae Giglio-Tos, 1898
- Copiphora flavoscripta Walker, 1869
- Copiphora gorgonensis Montealegre-Z. & Postles, 2010
- Copiphora gracilis Scudder, 1869
- Copiphora hastata Naskrecki, 2000
- Copiphora longicauda Serville, 1831
- Copiphora monoceros Saussure & Pictet, 1898
- Copiphora mucronata Thomas, 1872
- Copiphora ottei Naskrecki, 2000
- Copiphora producta Bolívar, 1903
- Copiphora rhinoceros Pictet, 1888
- Copiphora steinbachi Bruner, 1915
- Copiphora subulata Stoll, 1813